# Max Hürzeler
Max Hürzeler (Dübendorf, 4 de juliol de 1954) va ser un ciclista suís que combinà la carretera amb el ciclisme en pista on va aconseguir un Campionat del món de Mig fons el 1987.

## Palmarès en pista
- 1981
  -  Campió de Suïssa de mig fons
- 1982
  -  Campió de Suïssa de mig fons
- 1983
  - Campió d'Europa de Mig fons
  -  Campió de Suïssa de mig fons
- 1984
  -  Campió de Suïssa de mig fons
- 1985
  -  Campió de Suïssa de mig fons
- 1986
  - Campió d'Europa de Mig fons
  -  Campió de Suïssa de mig fons
- 1987
  -  Campió del món de mig fons
  - Campió d'Europa de Mig fons
  -  Campió de Suïssa de mig fons